# Basutolândia
Basutolândia, Bassutolândia ou oficialmente Território da Basutolândia foi uma colônia da coroa britânica estabelecida em 1884 por causa da incapacidade da Colônia do Cabo de controlar o território. A Basutolândia foi dividida em sete distritos administrativos: Berea, Leribe, Maseru, Mohale's Hoek, Mafeteng, Qacha's Nek e Quthing. Após sua independência em 1966, a Basutolândia foi renomeada como Lesoto.

## Lista de comissários britânicos da Basutolândia
- Marshal James Clarke: 18 de Março de 1884 - 18 de setembro de 1894
- Godfrey Yeatsman Lagden: 18 de Setembro de 1894 - 1895
- Sir Herbert Cecil Sloley: 1895
- Godfrey Yeatsman Lagden: 1895 - 1901
- Sir Herbert Cecil Sloley: 1902 - 1913
- James MacGregor: 1913
- Sir Herbert Cecil Sloley: 1913 - 1916
- Robert Thorne Coryndon: 1916 - 1917
- Edward Charles Frederick Garraway: 1917 - Abril de 1926
- John Christian Ramsay Sturrock: Abril de 1926 - Março de 1935
- Sir Edmund Charles Smith Richards: Março de 1935 - Agosto de 1942
- Charles Nobel Arden-Clarke: Agosto de 1942 - Novembro de 1946
- Aubrey Denzil Forsyth-Thompson: Novembro de 1946 - 24 de Outubro de 1951
- Edwin Porter Arrowsmith: 24 de Outubro de 1951 - Setembro de 1956
- Alan Geoffrey Tunstal Chaplin: Setembro de 1956 - 1961
- Alexander Falconer Giles: 1961 - 30 de Abril de 1965[5]